# Мишель Морган
Мише́ль Морга́н (фр. Michèle Morgan; урождённая Симо́на Рене́ Руссе́ль (фр. Simone Renée Roussel), 29 февраля 1920 — 20 декабря 2016) — французская актриса театра и кино, легенда французского кинематографа, обладательница премии Каннского кинофестиваля за лучшую женскую роль (1946), почётных премий «Сезар» (1992) и «Золотой лев» (1996) за выдающиеся заслуги в кинематографе, владелица именной звезды на голливудской «Аллее славы» (1960). Наибольшую известность актрисе принесла главная роль в кинофильме «Набережная туманов» (1938) режиссёра Марселя Карне.

## Биография

### Ранние годы

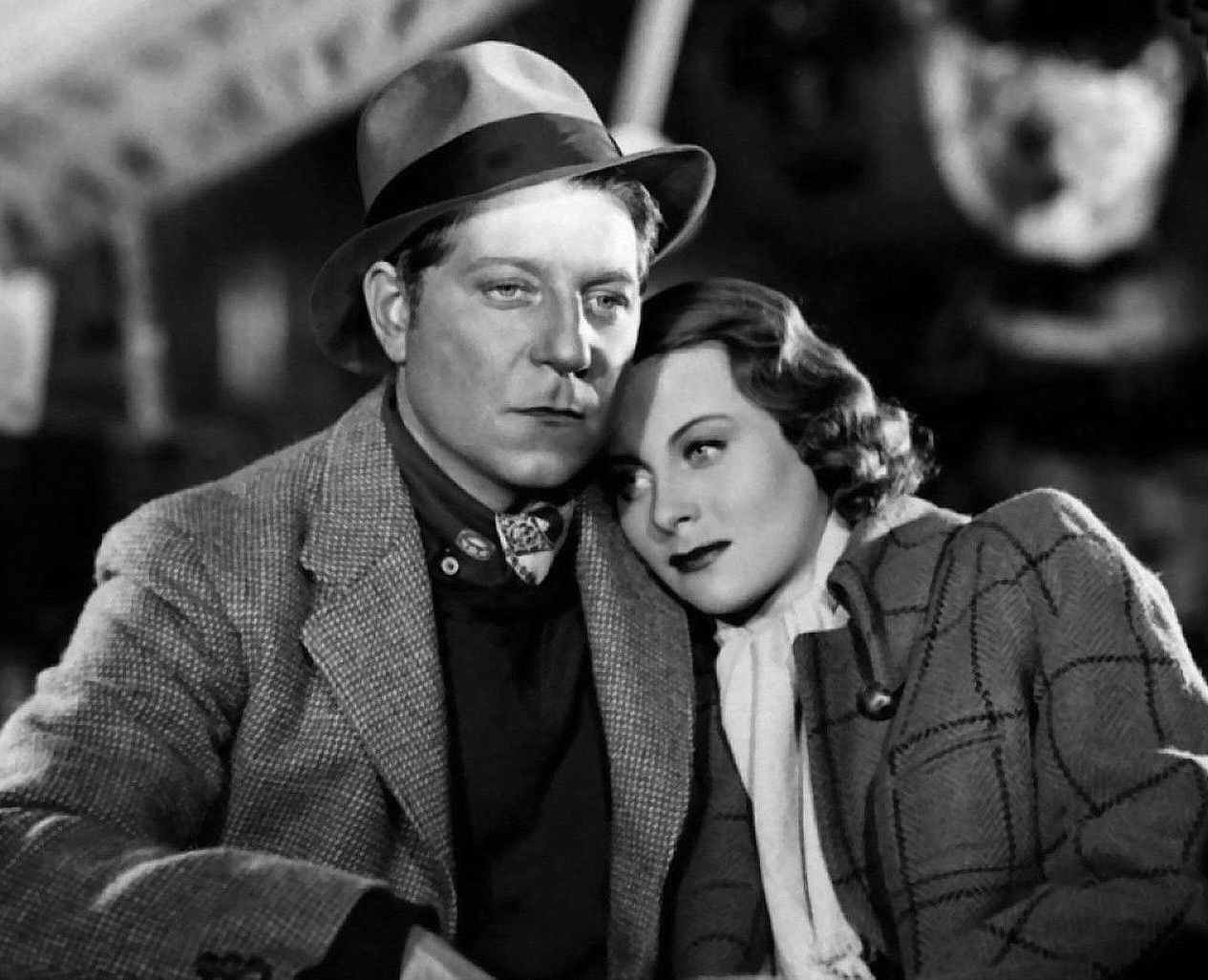
С Жаном Габеном в фильме «Набережная туманов»
(Франция, 1938)

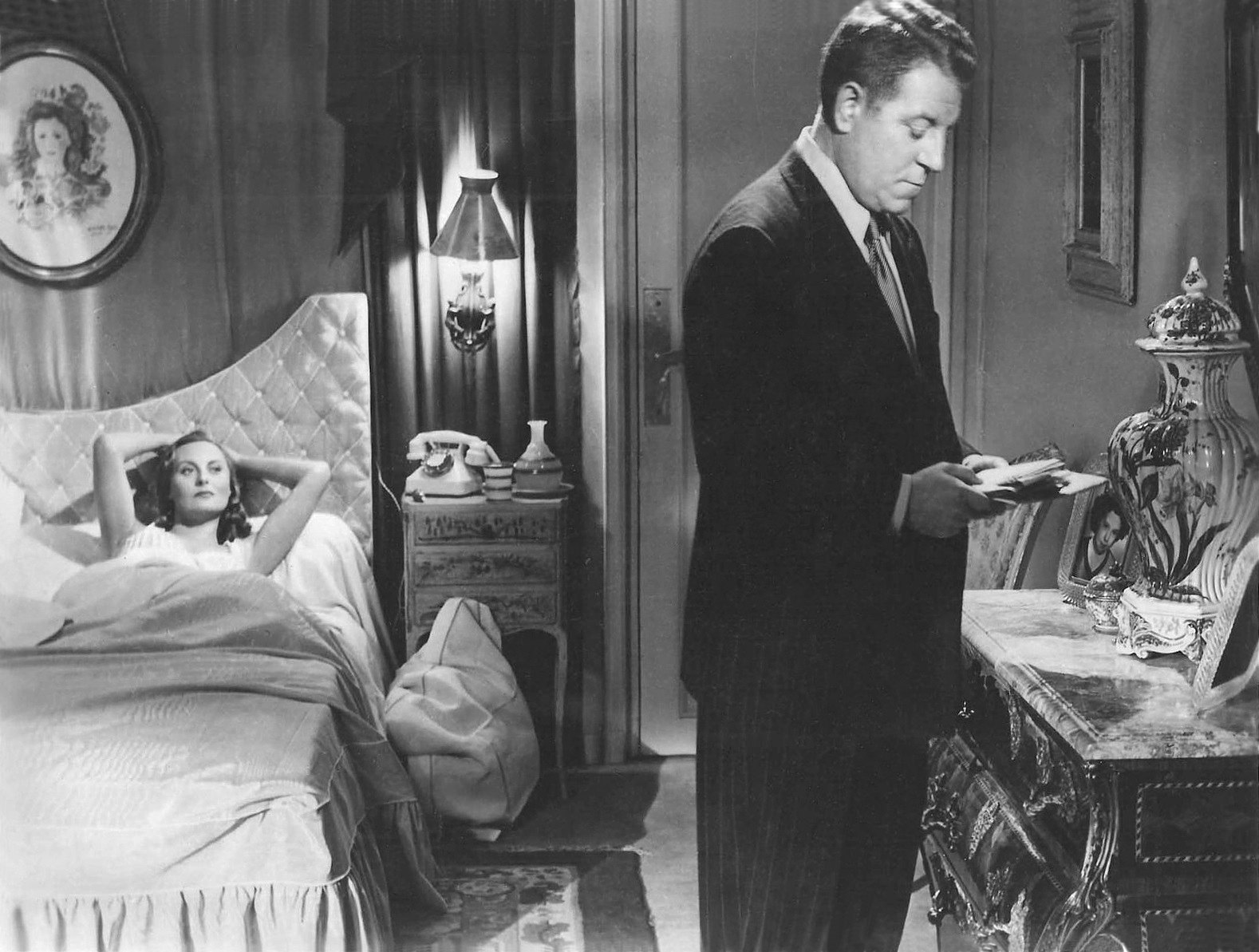
С Жаном Габеном в фильме «Минута истины» (Франция, 1952)

Будущая звезда французского кино провела свои детские годы в городе Нёйи-сюр-Сен, пригороде Парижа, во Франции. Отец будущей актрисы был переводчиком, а мать посвятила себя воспитанию пятерых детей, которые воспитывались в строгих католических правилах и традициях. В возрасте 15 лет Мишель Морган уехала из дома в Париж, чтобы стать актрисой. В 1936 году поступила в Национальную консерваторию драматического искусства, окончила драматические курсы актёрского мастерства, основанные Рене Симоном. С 17 лет стала получать первые роли в кино. В хвалебных статьях критики отмечали её изысканность и утончённость и именовали её «юной Гретой Гарбо».
Всемирную славу актрисе принесла роль Нелли в фильме «Набережная туманов» (1938) режиссёра Марселя Карне, где она снималась вместе с Жаном Габеном. Впоследствии Морган снималась вместе с Габеном в фильмах: «Коралловый риф» (1938) режиссёра Мориса Глейза, «Буксиры» (1940) режиссёра Жана Гремийона, «Минута истины» (1952) режиссёра Жана Деланнуа.
После того, как началась Вторая мировая война, и Германия оккупировала Францию, Мишель Морган переехала в США. Некоторое время актриса работала в Голливуде, однако без особого успеха. После освобождения Парижа актриса вернулась во Францию, где снискала оглушительный успех.

### Карьера и творчество

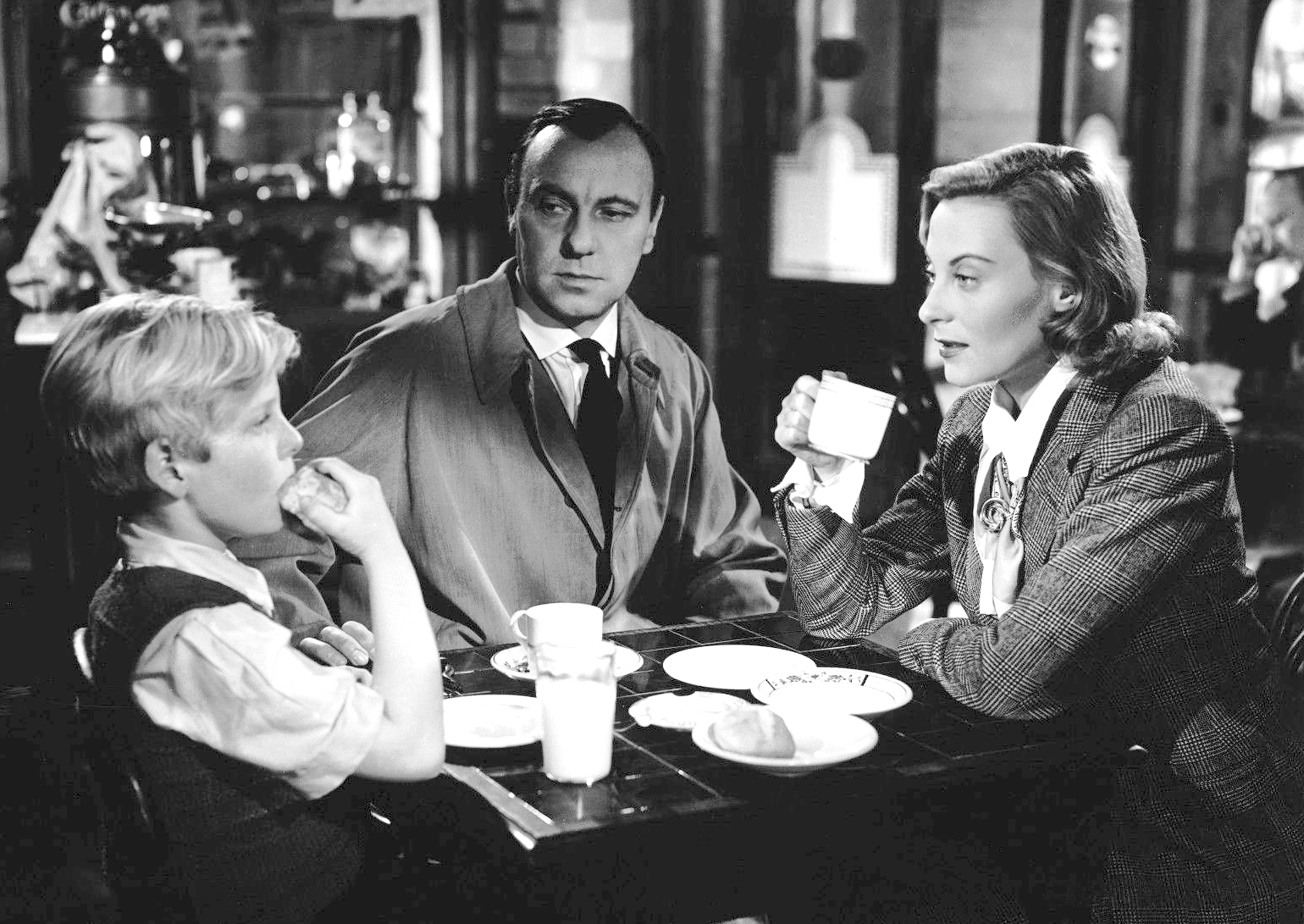
С Ральфом Ричардсоном в фильме «Поверженный идол» (Великобритания, 1948)

Мишель Морган особенно удавались роли в экранизациях литературных произведений: «Пасторальная симфония» по Андре Жиду (1946, Серебряная премия за лучшую женскую роль, Канны) режиссёра Жана Деланнуа; «Поверженный идол» («Падший ангел») (1948) по Грэму Грину; «Горделивые» («Гордецы») (1953) по Жану-Полю Сартру режиссёра Ива Аллегре (где Морган сыграла вместе с Жераром Филипом); а также в исторических фильмах и мелодрамах. Так, например, в фильме «Судьбы» (1954) Морган сыграла роль национальной героини Франции Жанны д’Арк, в фильме режиссёра Саша Гитри «Наполеон: путь к вершине» (1955) актриса сыграла роль Жозефины Богарне, в картине режиссёра Жана Деланнуа «Мария-Антуанетта — королева Франции» (1956) — роль королевы Франции Марии-Антуанетты, продемонстрировав тонкое чувство меры и стиля, отличное знание истории, умение вписаться в разные исторические эпохи.
Мишель Морган снималась в фильмах вместе со многими великими французскими актёрами, такими, как, например, Жан Габен, Жерар Филип (снялись вместе в четырёх картинах: «Семь смертных грехов» (1952), «Горделивые» («Гордецы») (1953), «Большие манёвры» (1955), «Если бы нам рассказали о Париже» (1955)), Жан Маре («Глазами памяти» («Глазами воспоминаний») (1948), «Стеклянный замок», 1950), Бурвиль, Ив Монтан, Жан-Луи Трентиньян, и другими.
Мишель Морган — одна из немногих актрис старшего поколения, которых снимали в своих фильмах французские кинорежиссёры «новой волны»: так, например, Клод Шаброль пригласил актрису сниматься в своей картине «Ландрю» (1962), Клод Лелуш снимал Морган в своём фильме «Кот и мышь» (1975), а Джузеппе Торнаторе — в фильме «У них всё хорошо» (1990). Последний раз актриса снялась 1999 году — это был телевизионный фильм «Соперница».
8 февраля 1960 года открыта именная Звезда актрисы на голливудской «Аллее славы». В 1971 году Мишель Морган возглавляла жюри 24-го Каннского кинофестиваля. В 1972 году была избрана прототипом национального символа Франции — Марианны. В 1977 году опубликовала автобиографию под названием «С этими глазами».
Во Франции Мишель Морган пользовалась всеобщим признанием как одна из величайших актрис за всю историю французского кинематографа. Несмотря на это, фильмы с участием этой великой актрисы почти неизвестны российскому зрителю и большая редкость на DVD. Из всех фильмов, указанных в фильмографии актрисы (а их более 60), в советском прокате демонстрировались «Набережная туманов» (1938), «Большие манёвры» (1955), «Двустворчатое зеркало» (другое название «Призрачное счастье») (1958).

### Последние годы и смерть

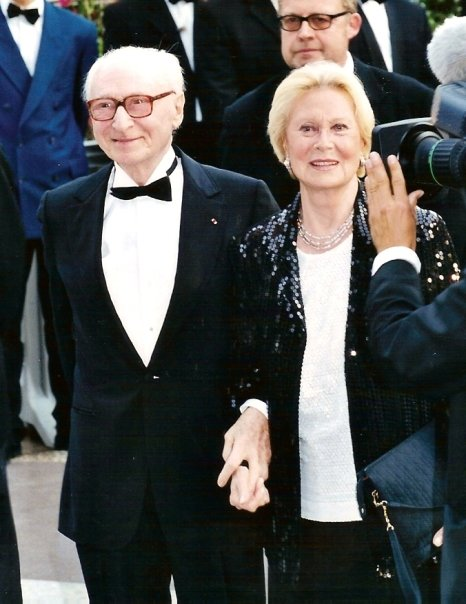
На кинофестивале в Каннах с Жераром Ури в 2001 году

После прекращения кинокарьеры Мишель Морган продолжала играть в театре, увлеклась живописью.

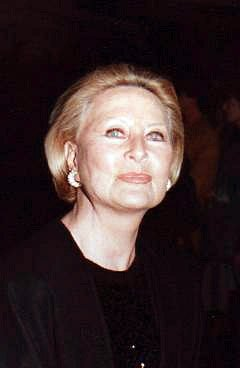
На церемонии вручения «Сезара» в 1995 году

1 января 2014 года Мишель Морган удостоена высокого звания Кавалера Большого креста Ордена Почётного легиона.
Несмотря на то, что последние десять лет своей жизни актриса вела уединённый образ жизни, её смерть вызвала во Франции много откликов и комментариев. Президент Франции Франсуа Олланд назвал Мишель Морган «воплощением элегантности, грации, легенды для многих поколений». Кинорежиссёр Клод Лелуш сказал, что «на протяжении полувека Морган была главной актрисой французского кино» и «навсегда останется звездой предвоенной, военной и послевоенной эпохи». По словам Брижит Бардо, Мишель Морган «унесла с собой великолепие эпохи, королевой которой она была».
Похоронена в семейном склепе на кладбище Монпарнас.

### Семья
Мишель Морган трижды была замужем. 15 сентября 1942 года вышла замуж за американского певца, актёра и плейбоя Уильяма Маршала. В этом неудачном для неё браке двумя годами позже на свет появился единственный ребёнок актрисы: сын Майк. 
В 1948 году в Италии, на съёмках фильма «Фабиола», Мишель Морган познакомилась с французским киноактёром Анри Видалем. Обвинённая мужем в супружеской неверности, она была лишена опеки над сыном и видела его периодически до переезда Майка во Францию в 1965 году. Её второй брак, заключённый в 1950 году, был омрачён наркозависимостью Анри и закончился с его смертью в 1959 году.
Во время съёмок фильма «Двустворчатое зеркало» в 1958 году Мишель Морган встретила французского актёра, режиссёра и сценариста Жерара Ури, с которым прожила в счастливом гражданском браке более 45 лет.
Майк Маршалл во Франции стал актёром, исполняя преимущественно небольшие роли. После первого брака и ребенка Саманты с Катрин Пру, моделью Луи Феро, он женился второй раз на другой модели, Сильви Элиас, с которой у него было ещё трое детей:: Дебора, Уильям и Сара. Последняя воспитывалась своей матерью после развода родителей и была представлена бабушке только в возрасте 13 лет. Женатый третий раз и ставший отцом двух последних его детей, Питера и Джесси-Ли, сын Мишель Морган жил на покое в Нормандии, найдя счастье в приготовлении пищи для своей семьи, хорошой еде и напитках. Весной 2005 года он поступил в онкологический центр Кана, откуда уже не вышел.
Внучка Мишель Морган, напоминавшая ей себя разрезом глаз, Сара Маршалл, в 17 лет стала лицом марки прет-а-порте де люкс стилиста Жан-Клода Житруа и посещала курсы драматического искусства, готовясь на сцену. Её брак с Александром Антони, сыном певца, звезды шестидесятых Ришара Антони (фр. Richard Anthony), был отмечен наркотиками, бомжеванием и насилием, вплоть до того, что их сын Золтан поступил в социальные службы. Это явилось причиной прекращения отношений актрисы с любимой внучкой на два года, и примирение произошло после прохождения ею лечения и развода с мужем.
После смерти в 2005 году от рака лёгких в 60-летнем возрасте её сына, а в следующем году спутника жизни Жерара Ури, Мишель Морган постепенно пропала с экранов и с красных дорожек. Она стала вести уединённый образ жизни, изредка общаясь только с близкими родственниками, предпочитала смотреть телевизор или заниматься живописью, её большой страстью.

## Избранная фильмография
| Год  |   | Русское название                    | Оригинальное название                 | Роль                          |
| ---- | - | ----------------------------------- | ------------------------------------- | ----------------------------- |
| 1938 | ф | Набережная туманов                  | Le Quai des brumes                    | Нелли                         |
| 1939 | ф | Коралловый риф                      | Le Récif de corail                    | Лилиан Уайт                   |
| 1940 | ф | Небесные музыканты                  | Les musiciens du ciel                 | лейтенант Сольнье             |
| 1941 | ф | Буксиры                             | Remorques                             | Катрин                        |
| 1942 | ф | Жанна Парижская                     | Joan of Paris                         | Жанна                         |
| 1946 | ф | Пасторальная симфония               | La symphonie pastorale                | Жертрюд                       |
| 1946 | ф | Погоня                              | The Chase                             | Лорна Роман                   |
| 1948 | ф | Поверженный идол                    | The Fallen Idol                       | Джули                         |
| 1950 | ф | Стеклянный замок                    | Le Château de verre                   | Эвелин Лорин-Бертал           |
| 1952 | ф | Семь смертных грехов                | Les Sept Péchés capitaux              | Анн-Мари                      |
| 1953 | ф | Гордецы                             | Les orgueilleux                       | Нелли                         |
| 1955 | ф | Наполеон: путь к вершине            | Napoleon                              | Жозефина Богарне              |
| 1955 | ф | Большие манёвры                     | Les Grandes Manoeuvres                | Мари-Луиза Ривьер             |
| 1955 | ф | Ночная Маргарита                    | Marguerite de la nuit                 | Маргарита                     |
| 1956 | ф | Если бы нам рассказали о Париже     | Si Paris nous était conté             | Габриэль д’Эстре              |
| 1956 | ф | Мария-Антуанетта — королева Франции | Marie-Antoinette reine de France      | Мария-Антуанетта              |
| 1957 | ф | Ответный удар                       | Retour de manivelle                   | Элен Фременже                 |
| 1958 | ф | Двустворчатое зеркало               | Le miroir à deux faces                | Мари-Жозе Возанж-Тардиве      |
| 1962 | ф | Преступление не выгодно             | Le crime ne paie pas                  | Жанна Юге                     |
| 1963 | ф | Ландрю                              | Landru                                | Селестин Буйссон              |
| 1963 | ф | Ученик булочника из Венеции         | Il fornaretto di Venezia              | графиня София Зено            |
| 1964 | ф | Зал ожидания                        | Les pas perdus                        | Иоланда Симонне               |
| 1966 | ф | Пропавший отряд                     | Lost Command                          | графиня Натали де Клерфонс    |
| 1968 | ф | Бенжамен, или Дневник девственника  | Benjamin ou Les mémoires d’un puceau  | графиня Габриэль де Валландри |
| 1975 | ф | Кот и мышь                          | Le Chat Et La Souris                  | мадам Ришар                   |
| 1978 | ф | Робер и Робер                       | Robert Et Robert                      | в роли самой себя             |
| 1986 | ф | Мужчина и женщина: 20 лет спустя    | Un homme et une femme: Vingt ans déjà | зрительница                   |
| 1990 | ф | У всех всё в порядке                | Stanno Tutti Bene                     | женщина в поезде              |

## Театр
1. 1936 — несколько небольших ролей
2. 1978 — «Все» по произведению Франсуазы Дорен, постановщик Раймон Жером, Театр Пале-Рояль
3. 1981 — «Шери» по роману Колетт, постановщик Жан-Лорен Коше, Театр Варьете
4. 1983 — «Шери» по роману Колетт, постановщик Жан-Лорен Коше, Театр Селестин
5. 1988 — «Женщина без истории» Альберта Герни, постановщик Бернар Мюра, Театр Елисейских Полей
6. 1993 — «Священные чудовища» Жана Кокто, постановщик Раймон Жером, Театр Буфф-Паризьен

## Признание и награды
Гражданские
- Кавалер (1969), Офицер (1994), Великий Офицер (2009) и Кавалер Большого креста (1 января 2014)[6] Ордена Почётного легиона.
- 1960 — Кавалер Ордена Искусств и литературы.
- 1964 — Кавалер Ордена «За заслуги».
- ? — Офицер Ордена Искусств и литературы.
- 1967 — Médaille de vermeil de la Ville de Paris.
- 1972 — Мишель Морган избрана прототипом национального символа Франции — Марианны.
- 1975 — Офицер Ордена «За заслуги».
- 1985 — Командор Ордена Искусств и литературы.
- 1991 — Командор Ордена «За заслуги».
- 1998 — Великий офицер Ордена «За заслуги».
- 2004 — Большой крест Ордена «За заслуги».

Кинематографические
- 1946 — Серебряная премия за лучшую женскую роль (Канны) (за роль в фильме «Пасторальная симфония»).
- 1951, 1954, 1955, 1956 — звание лучшей актрисы французского кино.
- 1950, 1952, 1953, 1954, 1955 — премия Ciné Télé Revue.
- 1992 — «Сезар» — Премия за выдающиеся заслуги в кинематографе.
- 1996 — «Золотой лев» за вклад в мировой кинематограф.
- 8 февраля 1960 года на Голливудской «Аллее славы» открыта именная Звезда № 1645, которая расположена на Вайн-стрит.

Другие
- В 1997 году во Франции был выведен сорт роз, посвящённый актрисе: Michèle Morgan (Delsamros).